# Płyn kardioplegiczny
Płyn kardioplegiczny, kardioplegina – jałowy płyn podawany pod ciśnieniem do aorty (ang. antegrade) lub do zatoki wieńcowej w prawym przedsionku serca (ang. retrograde) w celu wywołania kardioplegii, czyli czasowego zatrzymania akcji serca podczas operacji. Są dwa rodzaje takich płynów: kardioplegina krystaliczna i kardioplegina krwista. Najczęściej stosowaną substancją jest jon potasu. 
Podawany płyn jest przeważnie schłodzony do temperatury 4 °C, aby obniżyć zapotrzebowanie energetyczne zatrzymanego serca.